# ГЕС Е. Б. Кемпбелл
ГЕС Е. Б. Кемпбелл (англ. E.B. Campbell Hydroelectric Station) – гідроелектростанція у канадській провінції Саскачеван. Знаходячись між ГЕС Ніпавін (вище по течії) та ГЕС Гранд-Рапідс, входить до складу каскаду на річці Саскачеван, яка є однією з основних приток озера Вінніпег (річкою Нельсон дренується до Гудзонової затоки).
В межах проекту річку перекрили кам’яно-накидною/земляною греблею висотою 34 метри та довжиною 722 метри. Вона утримує водосховище Тобін-Лейк з площею поверхні біля 300 км2 та об’ємом 2200 млн м3 (корисний об’єм 623 млн м3), в якому припустиме коливання рівня у операційному режимі між позначками 311,5 та 313,6 метра НРМ.
Зі сховища по правобережжю прокладено дериваційний канал довжиною 4,7 км з глибиною 11 метрів, який переходить у напірні водоводи довжиною по 0,1 км. Машинний зал у 1963-1966 роках обладнали вісьмома турбінами типу Френсіс - шістьома потужністю по 34 МВт та двома з показником у 42 МВт. При напорі у 32 метри це обладнання забезпечувало виробництво 1,2 млрд кВт-год електроенергії на рік. В 2017-му австрійській компанії Andritz замовили модернізацію агрегатів до рівня у 35 МВт та 43,6 МВт.